# Achtheres microptera
Achtheres microptera är en kräftdjursart som beskrevs av Wright 1882. Achtheres microptera ingår i släktet Achtheres och familjen Lernaeopodidae. Inga underarter finns listade i Catalogue of Life.